# 霍利 (科罗拉多州)
霍利（英語：Holly），是美国科罗拉多州普洛韦斯县下属的一座城市。建市于1903年9月4日，面积大约为0.745平方英里（1.93平方公里）。根据2010年美国人口普查，该市有人口802人。2011年估计该市有人口803人，相比2010年人口增长率为0.12%。同时，论人口该市是科罗拉多州第161大城市。